# 久麻久村
久麻久村（くまくむら）は、かつて愛知県幡豆郡にあった村である。
現在の西尾市の一部（伊藤町・新渡場町・戸ケ崎町・志貴野町・中原町・志籠谷町・八ツ面町・熊味町・寄住町・道光寺町・若松町など）に該当する。
村名は、久麻久神社に由来するという。

## 歴史
- 1875年（明治8年） - 西中野村と作原村が合併し、中原村となる。
- 1878年（明治11年） - 熊子村と味崎村が合併し、熊味村となる。
- 1884年（明治17年） - 碧海郡古新田村および新々田村が合併。幡豆郡に編入され、幡豆郡志貴野村となる。
- 1889年（明治22年）10月1日 - 八ッ面村、伊藤村、新渡場村、戸ヶ崎村、志貴野村、中原村、志籠谷村、熊味村、寄住村、道光寺村が合併し、久麻久村が発足。
- 1906年（明治39年）5月1日 - 西尾町、西野町村[1]、大宝村の一部[2]、奥津村の一部[3]と合併し、西尾町が発足。同日久麻久村は廃止。